# サンシリアン
サンシリアン（Saint Cyrien、1980年 - 2005年）は、フランスの競走馬である。グランクリテリウムなどに勝利し、仏最優秀2歳牡馬に選ばれ、種牡馬入り後はエペルヴィエブルーなどを輩出し、仏リーディングサイアーに輝いた。

## 競走成績
2歳時 (1982年)
- グランクリテリウム
- サンロマン賞

3歳時 (1983年)
- フォンテーヌブロー賞 2着

## 種牡馬成績

### 主な産駒
- Epervier Bleu (GB,1987,鹿毛) - 1990年 リュパン賞、ニエル賞、グレフュール賞、ジョッケクルブ賞 2着、凱旋門賞 2着、1991年 サンクルー大賞
- Michel Georges (GB,1988,鹿毛) - 1994年 ローマヴェッキア賞
- Le Montagnard (FR,1988,鹿毛) - 1992年 グラディアトゥール賞
- L'Africain Bleu (FR,1993,鹿毛) - 1997年 リヨン大賞
- Gloria Mundi (FR,1987,栗毛) - 1992年 ボルドー大賞
- Misaine (FR,1987,鹿毛) - 1991年 パナセ賞
- Soldier of Fortune (FR,1986,鹿毛) - 1989年 ルファビュルー賞

### 母の父として
- サクラローレル(1991,栃栗毛,Rainbow Quest) - 1996年 天皇賞(春)、有馬記念
- Glorosia(FR,1995,栗毛,Bering) - 1997年 フィリーズマイル

## 血統表
| サンシリアンの血統（リュティエ系/Blandford S5×S5、Nearco M5×M5） | サンシリアンの血統（リュティエ系/Blandford S5×S5、Nearco M5×M5） | サンシリアンの血統（リュティエ系/Blandford S5×S5、Nearco M5×M5） | （血統表の出典） | （血統表の出典） |
| 父 Luthier 1965 黒鹿毛 フランス                                  | 父の父Klairon 1952 鹿毛 フランス                                 | Clarion                                                          | Djebel           | Djebel           |
| 父 Luthier 1965 黒鹿毛 フランス                                  | 父の父Klairon 1952 鹿毛 フランス                                 | Clarion                                                          | Columba          |                  |
| 父 Luthier 1965 黒鹿毛 フランス                                  | 父の父Klairon 1952 鹿毛 フランス                                 | Kalmia                                                           | Kantar           | Kantar           |
| 父 Luthier 1965 黒鹿毛 フランス                                  | 父の父Klairon 1952 鹿毛 フランス                                 | Kalmia                                                           | Sweet Lavender   |                  |
| 父 Luthier 1965 黒鹿毛 フランス                                  | 父の母Flute Enchantee 1950 鹿毛 フランス                         | Cranach                                                          | Coronach         | Coronach         |
| 父 Luthier 1965 黒鹿毛 フランス                                  | 父の母Flute Enchantee 1950 鹿毛 フランス                         | Cranach                                                          | Reine Isaure     |                  |
| 父 Luthier 1965 黒鹿毛 フランス                                  | 父の母Flute Enchantee 1950 鹿毛 フランス                         | Montagnana                                                       | Brantome         | Brantome         |
| 父 Luthier 1965 黒鹿毛 フランス                                  | 父の母Flute Enchantee 1950 鹿毛 フランス                         | Montagnana                                                       | Mauretan         |                  |
| 母 Sevres 1974 鹿毛 フランス                                     | 母の父Riverman 1969 鹿毛 アメリカ                                | Never Bend                                                       | Nasrullah        | Nasrullah        |
| 母 Sevres 1974 鹿毛 フランス                                     | 母の父Riverman 1969 鹿毛 アメリカ                                | Never Bend                                                       | Lalun            |                  |
| 母 Sevres 1974 鹿毛 フランス                                     | 母の父Riverman 1969 鹿毛 アメリカ                                | River Lady                                                       | Prince John      | Prince John      |
| 母 Sevres 1974 鹿毛 フランス                                     | 母の父Riverman 1969 鹿毛 アメリカ                                | River Lady                                                       | Nile Lily        |                  |
| 母 Sevres 1974 鹿毛 フランス                                     | 母の母Saratoga 1966 鹿毛 フランス                                | スノッブ                                                         | Mourne           | Mourne           |
| 母 Sevres 1974 鹿毛 フランス                                     | 母の母Saratoga 1966 鹿毛 フランス                                | スノッブ                                                         | Senones          |                  |
| 母 Sevres 1974 鹿毛 フランス                                     | 母の母Saratoga 1966 鹿毛 フランス                                | Sariegail                                                        | Hill Gail        | Hill Gail        |
| 母 Sevres 1974 鹿毛 フランス                                     | 母の母Saratoga 1966 鹿毛 フランス                                | Sariegail                                                        | Sarie F-No.5-h   |                  |

6代母Dalmaryはヨークシャーオークス優勝馬、半妹Silvermineはプール・デッセ・デ・プーリッシュ優勝馬、甥Silleryはジャンプラ賞優勝馬
であり、同じくクレイロンの父系子孫であるロレンザッチオも同じDalmaryの牝系に属する。